# József Bencsics
József Bencsics (* 6. August 1933 in Szombathely; † 13. Juli 1995 in Budapest) war ein ungarischer Fußballspieler. Der Stürmer, der für den Haladás Szombathely, Újpest Budapest und den Pécsi Mecsek FC auflief, nahm mit der ungarischen Nationalmannschaft an der Weltmeisterschaft 1958 teil. 1960 gewann er mit Újpest den ungarischen Meistertitel.